# 福尔特拉格
福尔特拉格是德国下萨克森州的一个市镇。总面积42.35平方公里，总人口1754人，其中男性889人，女性865人（2011年12月31日），人口密度41人/平方公里。